# Яблунів (Мукачівський район)
Я́блунів — село в Україні, в Закарпатській області, Мукачівському районі.

## Історія
Село відоме з 1682 року
Церква Різдва пр. Богородиці. 1878.
Перша згадка про церкву належить до 1692 р.
У 1797 р. село було філією Залужжя з населенням 140 осіб греко-католицького віросповідання. У 1880-х роках ще стояла дерев'яна церква, збудована 1784 p., а вірників було 381. Теперішня церква — струнка мурована споруда базилічного стилю, востаннє відремонтована в 1987 р. З чотирьох дзвонів у дерев'яній каркасній дзвіниці найбільший — виріб ужгородської фірми «Акорд» з 1933 p., дещо менший виготовив Р. Герольд у Хомутові в 1922 р., а ще менший — Шандор Ласло в 1904 р.

## Туристичні місця
- мінеральне джерело
- храм Різдва пр. Богородиці. 1878.

## Населення
Згідно з переписом УРСР 1989 року чисельність наявного населення села становила 254 особи, з яких 134 чоловіки та 120 жінок.
За переписом населення України 2001 року в селі мешкало 637 осіб.

### Мова
Розподіл населення за рідною мовою за даними перепису 2001 року:
| Мова       | Відсоток |
| ---------- | -------- |
| українська | 99,37 %  |
| російська  | 0,47 %   |
| білоруська | 0,16 %   |